# Nisza termoerozyjna
Nisza termoerozyjna, podcios brzegowy – podcięcie wysokiego brzegu jeziora lub cieku wodnego znajdującego na obszarach wieloletniej zmarzliny.
Nisza taka powstające w wyniku wytapiania i rozmywania przez wodę osadów spojonych lodem gruntowym.